# Lignières-Sonneville
Lignières-Sonneville é uma comuna francesa na região administrativa da Nova Aquitânia, no departamento de Charente. Estende-se por uma área de 16,36 km². Em 2010 a comuna tinha 586 habitantes (densidade: 35,8 hab./km²).